# Vlag van Oldekerk

Vlag van de gemeente Oldekerk
(1967-1990)

De vlag van Oldekerk was van 27 maart 1967 tot 1 januari 1990 de gemeentelijke vlag van de Groningse gemeente Oldekerk. In 1990 ging de gemeente op in de nieuw gevormde gemeente Westerkwartier.
De vlag kan als volgt worden beschreven:
Geel met een blauw Scandinavisch kruis, waarvan het middelpunt is gelegen op de scheiding van broeking en vlucht; daaroverheen een rode adelaar met zwarte bek en klauwen en voorzien van een borstschild van wit, beladen met een rood kruis op een zwarte berg.
De vlag is opgebouwd uit elementen van het wapen van Oldekerk. Het kruis symboliseert de kerk, de overige elementen uit het wapen zijn daaroverheen geplaatst, waarbij de kleuren om esthetische redenen zijn verwisseld.

## Verwante afbeeldingen

Het wapen van Oldekerk
De vlag van Oldekerk, Faan, Niekerk

Adorp 
· Aduard 
· Appingedam 
· Bedum 
· Beerta 
· Bellingwedde 
· Bierum 
· De Marne 
· Delfzijl 
· Eemsmond 
· Eenrum 
· Finsterwolde 
· Grootegast 
· Haren 
· Hefshuizen 
· Hoogezand 
· Hoogezand-Sappemeer 
· Hoogkerk 
· Kloosterburen 
· Leek 
· Leens 
· Loppersum 
· Marum 
· Menterwolde 
· Muntendam 
· Nieuwe Pekela 
· Nieuweschans 
· Oldekerk 
· Oosterbroek 
· Oude Pekela 
· Reiderland 
· Sappemeer 
· Scheemda 
· Slochteren 
· Stedum 
· Ten Boer 
· Termunten 
· Uithuizen 
· Uithuizermeeden 
· Ulrum 
· Vlagtwedde 
· Warffum 
· Wildervank 
· Winschoten 
· Winsum 
· Zuidhorn